# ERC Ingolstadt
L'ERC Ingolstadt est un club professionnel allemand de hockey sur glace basé à Ingolstadt. Il évolue en Deutsche Eishockey-Liga.

## Historique
Le club est créé en 1964. Depuis 2003, il est pensionnaire de la Deutsche Eishockey-Liga.

### Palmarès
- Vainqueur de la DEL : 2014.
- Vainqueur de la 2. Bundesliga: 2001.
- Vainqueur de l'Oberliga: 1987, 1996, 1997, 1998.
- Vainqueur de la DEB-Pokal: 2005.